# 打馬

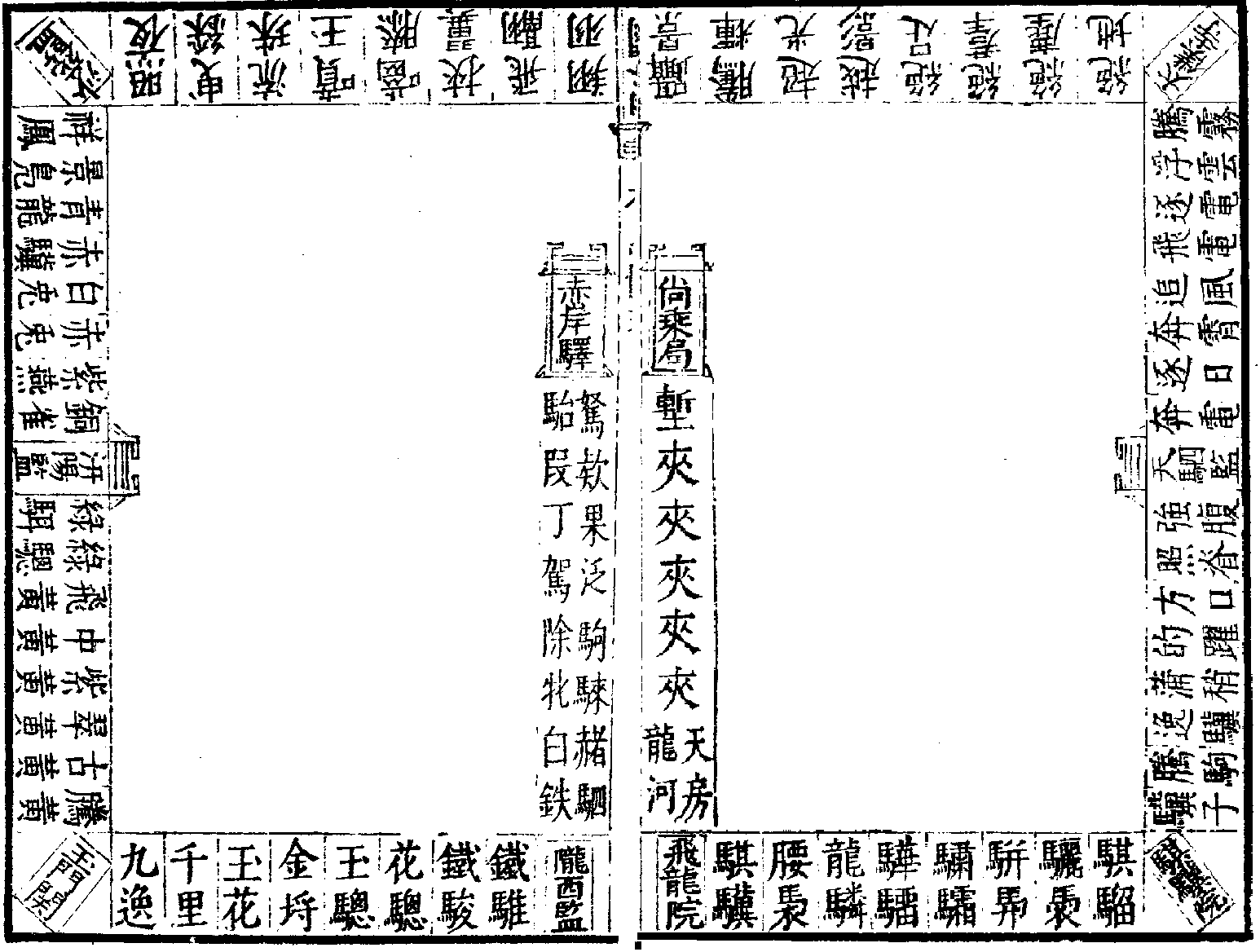
夷門広牘本による打馬の盤。中央左の赤岸駅からはじめて時計回りに動かす

打馬（だば）は、中国の宋のころに流行した、サイコロを3個とすごろく風の競技盤を使うダイスゲームであり、賭博として行われた。宋以降も江南地方では長く遊ばれたらしい。李清照が説明を残したために現在もおおまかなルールが知られている。

## 歴史
打馬の起源はよくわからない。李清照の賦には「打馬が興って樗蒲が廃れた」とあり、『直斎書録解題』でも樗蒲に近いゲームと認識している。
李清照によると、当時の打馬には、将がいて馬が10頭の「関西馬」、将がおらず馬が20頭の「依経馬」、両者を折衷して新しく作られた「宣和馬」の3種類があった。また『直斎書録解題』によると、南宋の鄭寅に『打馬図式』という書物があり、50頭の馬を使うルールを記述していた。このうち、李清照が説明しているのは馬が20頭のルールであり、それ以外のルールは現存しない。
明代には江南でのみ行われていた。17世紀はじめの『五雑組』には、合肥の人がルールを知らなかったので、教えたところ大いに喜んだと記されている。清初でもまだ南方では行われていたが、北方には伝わらなかった。『聊斎志異』にも打馬が登場する。

## ルール
李清照「打馬図」（1134年序）によってルールを述べる。打馬は基本的にはすごろくだが、かなり複雑なルールが加えられている。また「打馬図」は版本による違いがかなり大きいため、正確なルールを知るのは難しい。

### 道具
打馬の競技者数は2人から5人で、通常の立方体のサイコロを3個使う。目の組み合わせは56通りあり、それぞれに特別な名称がついているが、省略する。56通りのうち、11通りが賞采（賞色）、2通りが罰采（罰色）、それ以外の43通りは散采と呼ぶ。
- 賞采：111 222 333 444 555 666 566 456 236 145 136
- 罰采：112 123

賞采・罰采以外の最初の一投を「本采」といい、自分の本采と同じ目のことを「真本采」という。本采と異なるが、目の合計数が同じものを「傍本采」という。ひとつ前の人と同じ目を出すのを「真撞」といい、前の人と同じ数の目（同じ目ではない）が出ると、それを「傍撞」という。
駒は「馬」と呼ばれ、実際に馬の絵と名前が書いてあった。ひとり20枚で、象牙・犀角・あるいは銅で銅銭の形に作った。銅銭そのものを使うこともあった。
盤は特徴的な形をしており、マスがシャンチーの盤のまわりに描かれている（ただし夷門広牘本ではシャンチー盤は描かれていない。シャンチー盤そのものはこのゲームでは意味を持たない）。始点（赤岸駅）と終点（尚乗局）はいずれもシャンチー盤の中央の河の部分に置かれている。
盤は91のマス目からなり、各マスには名前がついているが、省略する。9つおきに「窩」と呼ばれるマスがある（全部で11個）。

### 動かし方
競技者は交互にサイコロを振る。
最初に馬は手で持っていて、それをサイコロの目に従ってボード上に置く（これを「下馬」という）必要がある。たとえば3の目が出たら3マス目に馬を置く。全部の馬をボードに置き終わるまで、置いた駒を先に進めることはできない。一度にボードに置ける馬の数は通常は1頭であるが、真本采は3頭、傍本采は2頭置ける。他の競技者が自分の真本采を出した場合（散采のみ）、その競技者のかわりに自分が3頭置ける（傍本采は2頭）。真撞・傍撞を出した場合も、その競技者のひとつ前の人が馬を置ける（真撞は3頭、傍撞は2頭）。3回連続で撞を起こしたら罰が倍になる（これは後の行馬のときも同様）。
賞采では、4のゾロ目が8頭、6のゾロ目は6頭、5のゾロ目は5頭、それ以外のゾロ目は4頭、ゾロ目以外は2頭置ける。賞采と傍本采は複合できる。罰采が出たらひとつ次の人が2頭置ける。
全部の馬をボード上に置いたら、サイコロの目によってボード上で馬を動かす（「行馬」という）ことができるようになる。
馬を動かした先に味方の馬がいる場合、馬を重ねる。重ねた馬はまとめて動かすことができる。
通常は出た目の数だけ動かすが、罰采が出たら次の番の人がその目だけ動かす。真撞・傍撞は前の番の人がその目だけ動かす。他人の本采を出したら、その本采の所属する競技者がその目だけ動かす。
馬を動かした先に敵の馬がいる場合、味方の枚数が敵以上であれば、「打馬」といって敵の馬は盤上から除かれ、その馬は最初からやりなおしになる。敵の馬の方が多い場合はそのマスに行けない。
窩に1頭でも敵の馬がはいっていると、他の馬はそこにはいったり飛びこしたりすることができない。
函谷関（6番目の窩、46マス目）を最初に越えるには馬を10枚以上重ねなければならない。一度函谷関を越えたら、残りの馬にはこの枚数制約はない。函谷関から先では、敵の馬の数が味方より多いマス目を越えることができない。
あがる前に、飛龍院（10番目の窩、82マス目）に20枚すべての馬を揃える必要がある。飛龍院から出るには、
- 真本采またはゾロ目（3枚全部が同じ目）を出す
- 別な人が自分の真本采・傍本采を出す
- ひとつ前の人が罰采を出す

のいずれかの条件を満たす必要がある。
飛龍院の3つ先からの5マス（85マス目から89マス目）は「夾」と呼ばれ、夾采（3つのサイコロのうち少なくとも2つの目が同じ）が出ないと動かせない。夾采が出た場合、同じ目の2つのサイコロ以外のもう一つの目のぶんだけ進む。たとえば115なら5マス進む。
終点のひとつ前のマス（90マス目）を「塹」という。塹に落ちた場合、以下のいずれかの条件がないと出られない。
- 真本采・傍本采・ゾロ目のいずれかを出す
- 別の人が自分の真本采または傍本采を出す
- ひとつ前の人が罰采を出す
- 次の人が真撞または傍撞を出す

一度に塹から出られる馬の数は、ゲームの最初に下馬した枚数と同じである。
塹では打馬の規則がきかない。敵がすでにいても塹に落ち、味方と敵がひとつの塹に混在する。
賞采・真本采・傍本采が出たとき、打馬したとき、馬が重なったとき、塹から出られたときはもう一度ダイスを振ることができる。別な人が自分の本采を出したときや、前の人が罰采を出したときも、もう一度振ることができる。
ほかに馬を逆に走らせることができるルールなどがあるが、省略する。

### 得点
得点の単位を「帖」という。実際の賭博では1帖がいくらになるかを決めておく。通常は賞罰は盆（プール）を介して行われる。競技前に各競技者は盆を満たしておく。
窩にはいると1帖を得る。真本采は3帖、傍本采は2帖を盆から得る。他人が自分の真本采を出したら3帖（傍本采は2帖）を直接受けとる。真撞は3帖、傍撞は2帖を盆に払う。賞采は444が8帖、666が6帖、555が5帖、333・222・111が4帖、それ以外が2帖、いずれも盆から受けとる。罰采は2帖を盆に払う。
打馬は打たれた人が打った人に直接1馬あたり1帖を払う。20頭の馬全部を打ったら盆の半分を得る。
函谷関を最初に越えた人は盆の半分を得る（その後、盆は競技者がまた満たす）。
最初にあがった人は盆全部を得る。20枚いっぺんにあがった場合、盆の2倍を得る。
塹から1頭出られるごとに1帖を得る。すべての馬を塹から出せると盆全部を得る。